# Tom Cloet
Tom Cloet (* 19. Juni 1975 in Kortrijk) ist ein belgischer Autorennfahrer.

## Karriere als Rennfahrer
Tom Cloet bestritt in den 2000er-Jahren GT-Rennen. Sein größter internationaler Erfolg war der Gesamtsieg beim 24-Stunden-Rennen von Zolder 2006. Einsatzfahrzeug war ein Chevrolet Corvette C5-R und als Teampartner kamen David Hart, Marc Duez und Maxime Soulet zum Einsatz. 2006 hatte er seinen einzigen Einsatz beim 24-Stunden-Rennen von Le Mans. Das Rennen endete nach einem Unfall des Porsche 911 GT3-RSR vorzeitig.
2021 gab er ein Comeback in der Asian Le Mans Series, wo er gemeinsam mit Miroslav Konôpka und Charlie Robertson einen Ginetta G61-LT-P315-EVO fuhr.

## Statistik

### Le-Mans-Ergebnisse
| Jahr | Team                      | Fahrzeug            | Teamkollege  | Teamkollege      | Platzierung | Ausfallgrund |
| ---- | ------------------------- | ------------------- | ------------ | ---------------- | ----------- | ------------ |
| 2006 | Noël del Bello Racing     | Porsche 911 GT3-RSR | Adam Sharpe  | Patrick Bourdais | Ausfall     | Unfall       |
| 2021 | Racing Team India Eurasia | Ligier JS P217      | John Corbett | James Winslow    | Rang 28     |              |

### Einzelergebnisse in der FIA-Langstrecken-Weltmeisterschaft
| Saison | Team          | Rennwagen      | 1   | 2   | 3   | 4   | 5   | 6   |
| ------ | ------------- | -------------- | --- | --- | --- | --- | --- | --- |
| 2021   | India Eurasia | Ligier JS P217 | SPA | POR | MON | LEM | BAH | BAH |
| 2021   | India Eurasia | Ligier JS P217 | 28  |     |     |     |     |     |